# Elecciones generales de Lesoto de 2012
Las elecciones generales de Lesoto se llevaron a cabo el 26 de mayo de 2012. El resultado fue una mayoría simple del Congreso Democrático (DC), partido nuevo fundado por el entonces primer ministro Pakalitha Mosisili, que ganó 48 escaños de los 120 de la Asamblea, siendo el partido más votado. En su circunscripción, Mosisili obtuvo su escaño con la segunda mayor victoria.
Sin embargo, la formación de una coalición entre la Convención de Todos los Basotos (30 escaños), el Congreso por la Democracia de Lesoto (26 escaños), el Partido Nacional Basoto (5 escaños), Frente Popular para la Democracia (3 escaños), y el Partido de la Libertad Marematlou (1 escaño), dio a la oposición una mayoría absoluta de 65 escaños, poniendo fin al gobierno de Mosisili, y llevando al poder a Tom Thabane (líder del ABC), como primer ministro.

## Antecedentes

### Contexto político
Como resultado de la Primavera Árabe en el año 2011, se produjeron protestas contra el gobierno en relación con el desempleo, la pobreza y los bajos salarios. Las protestas finalmente tuvieron el apoyo de los taxistas, los sindicatos, los estudiantes y los partidos políticos de oposición. Los manifestantes exigieron reunirse con el primer ministro Pakalitha Mosisili, del partido Congreso por la Democracia de Lesoto, que gobernaba desde 1998. El gobierno varias veces se negó a conceder reuniones.
Meses antes de las elecciones, el partido gobernante, el Congreso por la Democracia de Lesoto, (LCD) experimentó una fuerte crisis interna, debido a que el partido quería reemplazar a su líder, el primer ministro Pakalitha Mosisili, con Mothetjoa Metsing. La negativa de Mosisili a dejar el poder provocó la división del partido. Mosisili, y varios parlamentarios, se escindieron de la facción cercana a Metsing y fundó el Congreso Democrático Ntsu. El nombre era un homenaje al fundador del LCD, Ntsu Mokhehle, por lo que el nuevo líder del partido, Metsing, convenció a Mosisili de cambiar el nombre simplemente a Congreso Democrático.
En 2006, Tom Thabane ya había fundado otro partido, la Convención de Todos los Basotos (ABC), que había obtenido 17 escaños en el parlamento. Las encuestas anunciaban que en las siguientes elecciones sería el partido más beneficiado por el hundimiento crítico del LCD. Las principales demandas de los votantes, según los informes, era la generación de nuevos empleos y una mejora en los "servicios básicos". Durante la campaña, Metsing anunció que el LCD no formaría parte de una coalición electoral, por lo que el ABC descartó de antemano intentar una alianza con Metsing antes de las elecciones.

### Encuestas
La mayoría de las encuestas predecían que el Congreso Democrático obtendría mayoría simple. Uno de los jefes tribales, que son personalidades influyentes en el país, Mohato Bereng, dijo que iba a votar por un cambio apoyando al Congreso por la Democracia de Lesoto, ahora sin Mosisili. Los sondeos demostraban que, en abril de 2012, el gobierno de Mosisili tenía un nivel de aprobación del 39%. El propio primer ministro predijo una victoria electoral ajustada dos días antes de la votación.

### Grupos de observación
Uno de los principales miedos que rodeaban la elección era el clima de tensión política provocado por la caída del partido hegemónico, asunto particularmente complicado tratándose Lesoto de un país con un largo historial de golpes de estado. Sin embargo, el ex-Presidente de Malaui, Bakili Muluzi, que dirigió el equipo de observadores de la Mancomunidad de Naciones, afirmó que tanto el ejército como la policía local habían asegurado que no intervendrían ganara quien ganara.
También hubo equipos de observación enviados por la Unión Africana y por la Comunidad de Desarrollo de África Austral.

## Resultados
Los centros de votación se abrieron desde las 7:00 a las 17:00. Recuento de votos comenzó en los centros de votación en Maseru antes de que cerraran. Los resultados oficiales se esperaba que llegaran el día después de la votación debido a la lejanía de algunas comunidades. Maliako Ralejoe, de la Comisión Electoral Independiente, dijo al final del día en que: "En la actualidad la mayoría de las áreas urbanas se han contabilizado, lo cual es un buen indicador. Hemos tenido problemas con las zonas rurales ya que algunas áreas todavía están siendo revisadas, pero Maseru ya está completa. estimamos que [el 29 de mayo] seremos capaces de anunciar el veredicto final".
El 27 de mayo, la Comisión suspendió el recuento electoral debido a "graves problemas logísticos". Esto provocó tensión en Maseru y los partidos de oposición, encabezados por el ABC, presionaron a la Comisión para revelar el resultado.
La participación electoral fue 564.451 o 50.04%.
| Partido | Votos     | %      | Escaños             | Escaños | Escaños | +/–         |
| Partido | Votos     | %      | Por circunscripción | RP      | Total   | +/–         |
| --- | --------- | ------ | ------------------- | ------- | ------- | ----------- |
| Congreso Democrático (DC) | 218,366   | 39.58  | 41                  | 7       | 48      | Nuevo       |
| Convención de Todos los Basotos (ABC) | 138,917   | 25.18  | 26                  | 4       | 30      | 13          |
| Congreso por la Democracia de Lesoto (LCD) | 121,076   | 21.94  | 12                  | 14      | 26      | 36          |
| Partido Nacional Basoto (BNP) | 23,788    | 4.31   | 0                   | 5       | 5       | 2           |
| Frente Popular por la Democracia (PFD) | 11,166    | 2.02   | 1                   | 2       | 3       | 2           |
| Partido Nacional Independiente (NIP) | 6,880     | 1.25   | 0                   | 2       | 2       | 19          |
| Congreso Popular de Lesoto (LPC) | 5,021     | 0.91   | 0                   | 1       | 1       | Sin cambios |
| Partido Nacional Democrático Basoto (BDNP) | 3,433     | 0.62   | 0                   | 1       | 1       | Sin cambios |
| Partido de la Libertad Marematlou (MFP) | 3,300     | 0.60   | 0                   | 1       | 1       | Sin cambios |
| Partido del Congreso Basoto (BCP) | 2,531     | 0.46   | 0                   | 1       | 1       | Sin cambios |
| Partido Democrático Basoto Bato (BBDP) | 2,440     | 0.44   | 0                   | 1       | 1       | Sin cambios |
| Partido de los Trabajadores de Lesoto (LWP) | 2,408     | 0.44   | 0                   | 1       | 1       | 9           |
| Corporación Toda Democrática (ADC) | 1,933     | 0.35   | 0                   | 0       | 0       | Sin cambios |
| Lekhotla La Mekhoa le Moetlo (LMM) | 1,691     | 0.31   | 0                   | 0       | 0       | Sin cambios |
| Alianza Areka por el Desarrollo (ACFD) | 1,227     | 0.22   | 0                   | 0       | 0       | Sin cambios |
| Partido Socialdemócrata de Sankatana (SSDP) | 1,081     | 0.20   | 0                   | 0       | 0       | Sin cambios |
| Movimiento de la Unidad Africana (AUM) | 714       | 0.13   | 0                   | 0       | 0       | Sin cambios |
| Partido Caballo Blanco (WHP) | 252       | 0.05   | 0                   | 0       | 0       | Sin cambios |
| Independientes | 5,502     | 1.00   | 0                   | 0       | 0       | Sin cambios |
| Votos en blanco/anulados | 12,725    | –      | –                   | –       | –       | –           |
| Total | 564,451   | 100.00 | 80                  | 40      | 120     |             |
| Votantes registrados/participación | 1,127,980 | 50.04  | –                   | –       | –       | –           |
| Fuente: Independent Electoral Commission (enlace roto disponible en Internet Archive; véase el historial, la primera versión y la última)., Independent Electoral Commission, African Elections Database |           |        |                     |         |         |             |

## Consecuencias

### Reacciones
Ramahoana Matlosa, que perdió su intento por convertirse en parlamentario de Distrito de Maseru, se mostró triste porque el DC no logró atraer el voto de los jóvenes. "Por supuesto que sabíamos que el ABC sería fuerte en las zonas urbanas. Pero si se suman nuestros números a los del LCD, nosotros les hemos ganado. Es sólo que la ABC tenía una ventaja debido a que su número se mantuvo igual y nosotros estamos divididos". Los equipos de supervisión de la UA y la SADC afrimaron de la elección que "estamos encantados de que la votación y el recuento se llevó a cabo en un ambiente de paz y tranquilidad".
Observadores electorales dijeron que la elección fue en gran parte libre y justa. Bakili Muluzi, del grupo de la Mancomunidad de Naciones, dijo: "hemos elegido la democracia en África. Y debemos permitir que la democracia prevalezca".

### Formación del gobierno
Un miembro anónimo del DC afirmó que habían comenzado las conversaciones con el ABC para formar un gobierno de coalición, lo cual habría mantenido a Mosisili en el cargo de primer ministro, pero en una posición claramente más débil. El mismo miembro dijo que buscarían ayuda en el LCD si las conversaciones con el ABC fallaban, o que buscarían alternativas con los demás partidos minoritarios para alcanzar la mayoría, afirmando: "estamos seguros de que vamos a dirigir el nuevo gobierno. También tenemos la suficiente experiencia como para saber que tenemos que aceptar compromisos serios con los socios de la coalición de inmediato". Tras el anuncio de la mayoría simple, incluso con la representación proporcional, el DC incrementó sus intentos de atraer al LCD. Al mismo tiempo, los directivos del ABC afirmaron que estaban manteniendo también conversaciones con dicho partido, afirmando que podrían conseguir un gobierno de coalición con los demás opositores y asientos asignados proporcionalmente.
El 30 de mayo, Thabane confirmó a la BBC el anuncio de la formación de una coalición política liderada por el ABC, que incluía al LCD, el Partido Nacional Basoto, el Frente Popular para la Democracia, y el Partido de la Libertad Marematlou. Thabane afirmó que su gobierno se centraría en "la pobreza, el desempleo, la falta de oportunidades escolares, la falta de escuelas en los lugares correctos, la falta de infraestructura adecuada, particularmente en los servicios de salud. Esto ha ido empeorando a como estábamos en años anteriores, y eso es inexplicable. Hemos puesto el poder en las manos de las personas equivocadas y este es el resultado".
El 31 de mayo, Mosisili dimitió como primer ministro y se convirtió en líder de la oposición, aunque mantuvo la jefatura del gobierno en funciones. El secretario general del ABC, Thabiso Litšiba, dijo que podría pasar una semana antes de que el nuevo Parlamento se reuniera y eligiera oficialmente al sucesor de Mosisili. El 8 de junio, Thabane fue confirmado como primer ministro de Lesoto, mientras que Metsing se convirtió en vice primer ministro.

## Análisis
Antes de la elección, Hoolo 'Nyane, el director del Centro de Transformación de Recursos, dijo que la falta de un gobierno de coalición "sería un escenario muy preocupante. [Una repetición del enfrentamiento y la violencia de 1998, que condujo a la muerte de 58 locales y ocho soldados de Sudáfrica, así como grandes daños en Maseru] no es completamente improbable". Y añadió que "el voto joven y urbano está en contra de Mosisili. Por el contrario, el coordinador del desarrollo de Educación para la Paz, que supervisa las elecciones, Sofonea Shale, afirmó que las elecciones marcaban el inicio de una nueva era, más representativa, pues una coalición obligaba a los partidos a negociar entre ellos.
El 29 de mayo, la Lesotho Times, informó que la pantalla LCD era propenso a ser "compensado en gran medida" por los asientos asignados proporcionalmente debido a que solía terminar segundo en muchos distritos electorales. La mayoría de los votos del DC fueron en zonas rurales, mientras que los políticos y los observadores dijeron que una coalición ABC-LCD era más probable desde el principio.